# Pobłędzie (stacja kolejowa)
Pobłędzie – zlikwidowana stacja kolejowa w Pobłędziu, w gminie Dubeninki, w powiecie gołdapskim w województwie warmińsko-mazurskim, w Polsce. Położona na linii kolejowej z Pobłędzia do Botkun. Linia ta została ukończona w 1927 roku Linia ta została rozebrana w 1945 roku.